# Dordon
Dordon – wieś w Anglii, w hrabstwie Warwickshire, w dystrykcie North Warwickshire. Leży 36 km na północ od miasta Warwick i 159 km na północny zachód od Londynu.